# Coupe d'Italie de football 2021-2022
 (mars 2021).
Si vous disposez d'ouvrages ou d'articles de référence ou si vous connaissez des sites web de qualité traitant du thème abordé ici, merci de compléter l'article en donnant les références utiles à sa vérifiabilité et en les liant à la section « Notes et références ».
Navigation
Coupe d'Italie 2020-2021 Coupe d'Italie 2022-2023

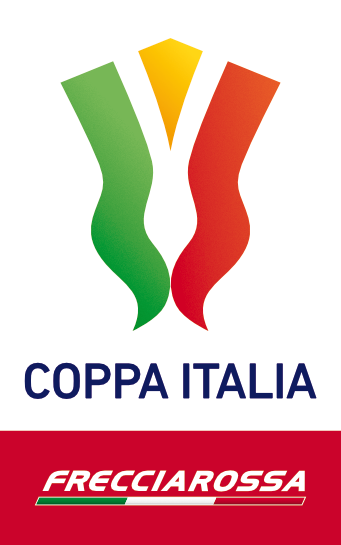
Coupe d'Italie de football 2021-2022

La Coupe d'Italie de football 2021-2022, en italien Coppa Italia 2021-2022, est la 75e édition de la Coupe d'Italie. Le nombre des équipes participantes a été réduit de 78 de la saison précédente à 44 clubs participant au tournoi 2021-2022.
Le club vainqueur de la Coupe est qualifié pour la phase de groupe de la Ligue Europa 2022-2023.

## Déroulement de la compétition
Le système est le même que celui utilisé les années précédentes :
Première phase :
- Tour préliminaire: entrée en lice des équipes de Serie B et de quatre équipes de Serie C (y compris l'équipe gagnante de la Coupe d'Italie de Serie C)
- 1er tour : entrée en lice des équipes de Serie A et les équipes de Serie B qui n'ont pas participé au tour préliminaire
- 2e tour : se jouent entre les équipes gagnantes du tour précédent

Deuxième phase :
- Huitièmes de finale : les 8 clubs restants sont rejoints par les 8 derniers clubs de Serie A. Les matchs se jouent sur une seule rencontre
- Quarts de finale : se jouent en une seule rencontre.
- Demi-finales : se jouent en deux rencontres (aller et retour).
- Finale : se joue en une seule rencontre.

## Résultats

### Huitièmes de finale
| 12 janvier 2022 | Atalanta Bergame | 2 - 0 | Venise FC | Stadio Atleti Azzurri d'Italia, Bergame |
| 14h30           |                  |       |           |                                         |

| 12 janvier 2022 | SSC Naples | 2 - 5 | ACF Fiorentina | Stadio Diego Armando Maradona, Naples |
| 17h30           |            |       |                |                                       |

| 13 janvier 2022 | AC Milan | 3 - 1 | Genoa CFC | Stadio Giuseppe Meazza, Milan |
| 17h30           |          |       |           |                               |

| 18 janvier 2022 | SS Lazio | 1 - 0 | Udinese Calcio | Stadio Olimpico, Rome |
| 17h30           |          |       |                |                       |

| 18 janvier 2022 | Juventus FC | 4 - 1 | UC Sampdoria | Juventus Stadium, Turin |
| 21h00           |             |       |              |                         |

| 19 janvier 2022 | US Sassuolo | 1 - 0 | Cagliari Calcio | Mapei Stadium - Città del Tricolore, Reggio Emilia |
| 17h30           |             |       |                 |                                                    |

| 19 janvier 2022 | Inter Milan | 3 - 2 | Empoli FC | Stadio Giuseppe Meazza, Milan |
| 21h00           |             |       |           |                               |

| 20 janvier 2022 | AS Rome | 3 - 1 | US Lecce | Stadio Olimpico, Rome |
| 21h00           |         |       |          |                       |

### Quarts de finale
| 10 février 2022 | Juventus FC | 2 - 1 | US Sassuolo | Juventus Stadium, Turin |
| 21h00           |             |       |             |                         |

| 10 février 2022 | Atalanta Bergame | 2 - 3 | ACF Fiorentina | Stadio Atleti Azzurri d'Italia, Bergame |
| 18h00           |                  |       |                |                                         |

| 9 février 2022 | AC Milan | 4 - 0 | SS Lazio | Stade Giuseppe Meazza, Milan |
| 21h00          |          |       |          |                              |

| 8 février 2022 | Inter Milan | 2 - 0 | AS Rome | Stade Giuseppe Meazza, Milan |
| 21h00          |             |       |         |                              |

### Demi-finales
| 1 mars 2022 | AC Milan | 0 - 0 | Inter Milan | Stade Giuseppe Meazza, Milan |
| 18h00       |          |       |             |                              |

| 2 mars 2022 | ACF Fiorentina | 0 - 1 | Juventus FC | Juventus Stadium, Turin |
| 18h00       |                |       |             |                         |

| 20 avril 2022 | Inter Milan | 3 - 0 | AC Milan | Stade Giuseppe Meazza, Milan |
| 18h00         |             |       |          |                              |

| 20 avril 2022 | Juventus FC | 2 - 0 | ACF Fiorentina | Stade Artemio-Franchi, Florence |
| 18h00         |             |       |                |                                 |

### Finale
| 11 mai 2022 | Juventus FC | 2 - 4 ap | Inter Milan | Stadio Olimpico, Rome |
| 21h00       |             |          |             |                       |